# ريهام السناني
ريهام السناني (ولدت في 21 نوفمبر 1993) هي عداءة جزائرية لركض المسافات الطويلة.
في عام 2011، شاركت في سباق الناشئات في بطولة العالم لألعاب القوى 2011، التي أقيمت في بونتا أومبريا، إسبانيا. لقد احتلت المركز 48.
في عام 2017، شاركت في سباق كبار السيدات في بطولة العالم لاختراق الضاحية 2017 التي أقيمت في كمبالا، أوغندا. حصلت على المركز 84. في عام 2018، شاركت في سباق السيدات الأول في بطولة أفريقيا للعدو الريفي 2018 التي أقيمت في الشلف بالجزائر.
في عام 2019، مثلت الجزائر في دورة الألعاب الأفريقية الشاطئية الافتتاحية لعام 2019 التي أقيمت في سال، الرأس الأخضر وفازت بالميدالية الذهبية في نصف الماراثون للسيدات.